# NGC 7438
NGC 7438 este o galaxie situată în constelația Cassiopeia. A fost descoperită în 8 noiembrie 1831 de către John Herschel. Se află la o distanță de 600 de parseci de Pământ.